# Phanaeus lunaris
Phanaeus lunaris är en skalbaggsart som beskrevs av Taschenberg 1870. Phanaeus lunaris ingår i släktet Phanaeus och familjen bladhorningar. Inga underarter finns listade i Catalogue of Life.